# Theodor Marsson
Theodor Friedrich Marsson, född 6 november 1816 i Wolgast, död 5 februari 1892 i Berlin, var en tysk botaniker, paleontolog och apotekare. Han blev 1856 hedersdoktor vid Greifswalds universitet.
Auktorsnamnet T.Marsson kan användas för Theodor Marsson i samband med ett vetenskapligt namn inom botaniken; se Wikipediaartiklar som länkar till auktorsnamnet.

## Skrifter
- Flora von Neu-Vorpommern und den Inseln Rügen und Usedom, Engelmann, Leipzig 1869.
- Foraminiferen der weissen Schreibkreide der Insel Rügen, 1878.
- Die Cirripidien und Ostracoden der weissen Schreibkreide der Insel Rügen, Gärtner, 1880.
- Die Bryozoen der weissen Schreibkreide der Insel Rügen,  Reimer, Berlin 1887.